# Elizabeth Smith (Politikerin)

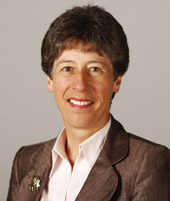
Elizabeth Smith

Elizabeth Smith, auch kurz Liz Smith, (* 27. Februar 1960) ist eine schottische Politikerin und Mitglied der Conservative Party.
Smith besuchte das George Watson’s College in Edinburgh und die Universität Edinburgh. Zwischen 1983 und 1997 war sie als Lehrerin für Wirtschaftslehre am George Watson’s College tätig. Anschließend wurde sie Beraterin des Politikers Malcolm Rifkind.
Bei den Unterhauswahlen 1997, 2001 und 2005 trat Smith als Kandidatin der Conservative Party für die Wahlkreise Ochil and South Perthshire, Perth beziehungsweise Edinburgh South an, konnte jedoch in keinem Fall ein Mandat erringen. Die Wahl im Jahre 2001 verlor sie mit einem Rückstand von lediglich 48 Stimmen gegen Annabelle Ewing von der SNP. Im Jahre 2007 kandidierte Smith erstmals bei den Schottischen Parlamentswahlen für den Wahlkreis Perth, unterlag jedoch der Kandidatin der SNP, Roseanna Cunningham. Auf Grund des Wahlergebnisses zog Smith aber als eine von drei Kandidaten der Conservative Party neben Ted Brocklebank und Murdo Fraser über die Regionalliste der Wahlregion Mid Scotland and Fife erstmals ins Schottische Parlament ein. Da der Wahlkreis Perth im Zuge der Wahlkreisreform im Jahre 2011 aufgelöst wurde, kandidierte Smith zu den Parlamentswahlen 2011 für den Wahlkreis Perthshire South and Kinross-shire, in welchem Teile des ehemaligen Wahlkreises Perth aufgegangen waren. Sie unterlag jedoch abermals Roseanna Cunningham, sicherte sich aber ein weiteres Mal über die Regionalliste ihren Sitz im Parlament.